# 20120 Ryugatake
20120 Ryugatake (1995 WB5) là một tiểu hành tinh vành đai chính được phát hiện ngày 24 tháng 11 năm 1995 bởi T. Kobayashi ở Oizumi.